# Beni Alon
Beni Alon, conosciuto negli Stati Uniti d'America come Benny Alon (in ebraico בני אלון‎?; Haifa, 13 settembre 1950), è un ex calciatore israeliano, di ruolo centrocampista.

## Biografia
Lasciato il calcio giocato, rimase a vivere negli Stati Uniti d'America, stabilendosi in Arizona, ed ottenendo la cittadinanza. Alla fine anni '80 del XX secolo entrò nel mercato delle competizioni FIFA, allora un terreno completamente privo di un controllo professionale e accurato, anche grazie alle sue numerose conoscenze nel mondo del calcio maturate durante la sua militanza nei campionati nordamericani. Nel 2015 fu tra gli accusatori del Segretario Generale FIFA Jérôme Valcke, che ne causarono le dimissioni, per la gestione illecita delle vendite dei biglietti per il campionato mondiale di calcio 2014, da cui era stato estromesso.

## Carriera sportiva
Nella stagione 1973-1974 è in forza all'Hapoel Haifa, con cui ottenne il sesto posto in campionato ed il titolo di capocannoniere del torneo con 15 reti segnate in 30 partite. Nello stesso anno vince con gli squali la coppa nazionale.
Nel 1975 si trasferisce negli Stati Uniti d'America per giocare con la neonata franchigia NASL dei Chicago Sting. Con gli Sting giocò per tre stagioni, accedendo ai playoff per il titolo solo nella stagione 1976, in cui dopo aver vinto la Northern Division dell'Atlantic Conference, fu eliminato con i suoi ai quarti di finale dai futuri campioni del Toronto Metros-Croatia.

## Palmarès
- Coppa d'Israele: 1

Hapoel Haifa: 1973-1974

### Individuale
- Capocannoniere del campionato israeliano: 1

1973-1974 (15 gol)